# Donut County
Donut County — инди-игра, разработанная геймдизайнером Беном Эспосито и опубликованная компанией Annapurna Interactive. Игрок управляет лункой, которая может поглощать предметы и от того становится крупнее. Концепция игры была придумана дизайнером во время мероприятия Game Jam, в рамках которого разработчики воплощали идеи для компьютерных игр, предложенных в пародийном твиттер-аккаунте известного геймдизайнера Питера Молиньё. Эспосито описывал свою игру, как обратную версию Katamari Damacy. Он также вдохновлялся фигурками индейцев Хопи, от данной темы который он однако отказался, ища затем вдохновение у локаций из песен Брюса Спрингстина. Выход игры Donut Country состоялся в августе 2018 года для iOS, macOS, PlayStation 4 и Microsoft Windows. В декабре того же года, игры была выпущена на платформах Xbox One и Nintendo Switch.
Широкую известность среди пользователей мобильных игр сыскала аналогичная условно-бесплатная игра Hole.io, которая на самом деле является плагиатом игры Donut County, используя заимствованную игровую механику. При этом студия разработчиков Voodoo уже раннее критиковалась за практику копирования инди-игр.

## Игровой процесс

Демонстрация прохождения уровня

В Donut County, игрок управляет лункой на разных жилых участках. Игрок может перемещать дыру в горизонтальном направлении и поглощать все попавшиеся на пути предметы, от этого дыра становится крупнее и игрок может поглощать уже более крупные предметы, такие, как например мебель, валуны и даже здания. Игра также включает в себя головоломки, например для прохождения уровней требуется и взаимодействие с предметами. Дыра может наполняться и, чтобы её опустошить, надо найти птицу, которая выпьет воду. Также если дыра поглотит огонь или петарду, то из неё будет исходить дым с пламенем. На более поздних уровнях, игрок получает доступ к катапульте, позволяющей кидать предметы из дыры, таким образом он может взаимодействовать с предметами и решать головоломки.
Игра предоставляет сюжетную линию, согласно которой Енот по имени Б.К. под видом продажи пончиков, на деле учинял массовые разрушения этой самой лункой, в итоге он заточил всех жителей городка в подземелье, а также сам оказался там. Еноту приходится оправдываться перед недовольными жителями, а само прохождение уровней представлено в виде воспоминаний Б.К и того, как он разрушал участки. В итоге главная героиня Мира узнаёт, что дыру енот получил от так называемого короля-енота, который намеревается учинить как можно больше разрушений, чтобы получить больше мусора. Мира и Енот отправляются в штаб-квартиру короля-енота, чтобы остановить его.

## Разработка
Вы управляете дырой, вы должны перемещаться по местности, чтобы определённые предметы падали в определённую цель, в определённое время.
Разработкой игры занимался Бен Эспосито, который параллельно принимал участие в разработке игры The Unfinished Swan, а в своё свободное время занимался созданием игры Donut County. Концепция игры была придумана дизайнером во время мероприятия Game Jam, в рамках которого разработчики воплощали идеи для компьютерных игр, предложенных в пародийном твиттер-аккаунте известного геймдизайнера Питера Молиньё. Эспосито создал игру «The Pits», в которой игрок управлял лункой, чтобы поглощать окружение. Игра представляла собой противоположность Katamari Damacy, вместо меча, расширяющегося при касании предметов, дыра в Donut County расширялась при поглощении предметов. Эспосито описал свой проект, как «причудливую физическую игрушку».
Изначально игра Donut County называлась Kachina и включала изображение индейских духовных существ, олицетворяющих природу. Эспосито вдохновлялся качина — фигурками индейцев Хопи. Однако после публикаций данной информации в своём блоге, некоторые пользователи раскритиковали геймдизайнера, обвинив его в эксплуатации индейской культуры, сочтя это оскорбительным. В итоге Эспосито решил отказаться от данной идеи, как и идеи затрагивания какой либо культуры. Геймдизайнер, работая над художественным стилем игры, также черпал вдохновение с инди-игры Windosill, пончиковых магазинов Лос-Анджелеса, а также локаций с песен фолк-рок музыканта Брюса Спрингстина, например Асбери-Парка в Нью-Джерси или земли вдоль платной автодороги Нью-Джерси.
Демо-версия игры была продемонстрирована на мероприятии IndieCade в октябре 2012 года. Суть игры состояла в том, чтобы выбить солнце с неба, поглощая все встречающиеся на пути предметы и увеличивая размер дыры. Представитель сайта Polygon Майкл МакУэртер делая обзор на игру, заметил, что хотя многие уровни чувствовались бесцельными и представляли собой скорее эксперимент или интерактивную игрушку, критик признал потенциал у данной игровой механики, особенно представленные головоломки на некоторых уровнях, такие, как например цыплята, необходимые для перехода по дороге. Критик сайта Rock, Paper, Shotgun заметил, что презентация игры на семинаре по экспериментальному геймплею в рамках мероприятия Game Developers Conference, «вызвала восхищение к аплодирование у публики». Ожидалось, что игра должна была быть показана на мероприятии Fantastic Arcade в сентябре 2014 года, в штате Техас. Однако прототип был продемонстрирован на GDC в марте 2015 года.
Композитором музыкального сопровождения выступает Дэниел Кестнерс, который создавал музыку с применением гитары и металлических звуков, колоколов и свистков. Саундтреки сочетают в себе элементы акустической и электронной музыки, представляя собой интерпретацию техно-хауса и экспериментального фолк-хопа и хип-хопа.
Выход игры состоялся 28 августа 2018 года для платформ iOS, macOS, PlayStation 4 и Microsoft Windows и 18 декабря для Xbox One и Nintendo Switch. Распространением физических копий занималась компания Annapurna Interactive.

## Восприятие

### Критика
| Сводный рейтинг    | Сводный рейтинг                                 |
| Агрегатор          | Оценка                                          |
| ------------------ | ----------------------------------------------- |
| GameRankings       | - PC: 79,54 % - PS4: 76,58 %                    |
| Metacritic         | iOS: 83/100 PC: 77/100 PS4: 75/100 XONE: 87/100 |
| Иноязычные издания |                                                 |
| Издание            | Оценка                                          |
| TouchArcade        | iOS:                                            |

Критик сайта TouchArcade назвал Donut County одной из самых долгожданных игр на мобильных платформах, а при виде его героя Б.К. невольно напрашивается ассоциация с Ракетой из «Стражей Галактики». Критик назвал представленную в игре историю забавной, игровой мир уникальным и ярким, игровую механику — простой и интересной, а битва с боссом достаточно кардинально меняет изначально задуманный жанр игры. Критик сайта 148apps назвал Donut County большим, чем просто увлекательной физической головоломкой с сюрреалистичным миром. «Это трогательное, вдохновляющее, веселое приключение и проницательное почти к каждому шагу». Хотя по мнению критика представленная история выглядит немного глупой, она подкупает очаровательным сюжетом и интригующими поворотами. Хотя в начале игрок будет смеяться над происходящем, представленная история в конце концов даёт почву для размышлений. Критик сайта Pocket Gamer заметил, то «эта глупая концепция и невероятно простая игровая механика работает благодаря убийственному саундтреку очаровательной истории». Тем не менее критик заметил, что игра заканчивается достаточно быстро и не подойдёт игроку, любящему проводить часы за игрой.

### Награды
Игра попала в список финалистов на фестивале Independent Games Festival 2015 года в категории «превосходное изобразительное искусство», а также получила большой приз имени Сьюмаса МакНэлли. Также Donut Country была удостоена звания игры года iPhone 2018 года. 
| Год  | Награда                           | Категория                                     | Результат | Ref           |
| ---- | --------------------------------- | --------------------------------------------- | --------- | ------------- |
| 2015 | Independent Games Festival Awards | Превосходный визуальный стиль                 | Номинация | [ 21 ]        |
| 2017 | Game Critics Awards               | Лучшая инди-игра                              | Номинация | [ 23 ]        |
| 2018 | Golden Joystick Awards            | Мобильная игра года                           | Номинация | [ 24 ]        |
| 2018 | The Game Awards 2018              | Лучшая мобильная игра                         | Номинация | [ 25 ]        |
| 2018 | The Game Awards 2018              | Лучший инди-дебют                             | Номинация | [ 25 ]        |
| 2018 | Gamers' Choice Awards             | Любимая инди-игра среди фанатов               | Номинация | [ 26 ]        |
| 2019 | New York Game Awards              | Лучшая инди-игра                              | Номинация | [ 27 ]        |
| 2019 | Guild of Music Supervisors Awards | Лучшее музыкальное сопровождение в видео-игре | Номинация | [ 28 ]        |
| 2019 | 22nd Annual D.I.C.E. Awards       | Портативная игра года                         | Номинация | [ 29 ]        |
| 2019 | SXSW Gaming Awards                | Превосходный дизайн                           | Номинация | [ 30 ] [ 31 ] |
| 2019 | SXSW Gaming Awards                | Мобильная игра года                           | Победа    | [ 30 ] [ 31 ] |
| 2019 | Game Developers Choice Awards     | Лучшая мобильная игра                         | Номинация | [ 32 ]        |
| 2019 | 15th British Academy Games Awards | Дебютная игра                                 | Номинация | [ 33 ]        |
| 2019 | 15th British Academy Games Awards | Мобильная игра                                | Номинация | [ 33 ]        |
| 2019 | Italian Video Game Awards         | Лучшая мобильная игра                         | Номинация | [ 34 ]        |
| 2019 | 2019 Webby Awards                 | Лучший дизайн игры                            | Номинация | [ 35 ]        |